# The Arsenal Stadium Mystery
 The Arsenal Stadium Mystery ist ein britischer Film aus dem Jahr 1939 und einer der ersten Filme mit der Haupthandlung Fußball.

## Handlung
Der Film ist ein Kriminalfilm, der sich um das Highbury (offiziell Arsenal Stadium), das ehemalige Heimstadion des FC Arsenal, damals dominierender Verein in England, dreht. Der Hintergrund des Films ist ein Freundschaftsspiel des FC Arsenal gegen die Trojans, eine fiktionale Amateurmannschaft. Ein Spieler der Trojans stirbt plötzlich während des Spiels. Nachdem man herausgefunden hat, dass der Spieler vergiftet worden ist, werden seine Mitspieler sowie dessen Geliebte verdächtigt. Inspector Anthony Slade wird gerufen, um den Fall zu klären.

## Produktionshintergrund
Im Film kommen diverse Spieler des FC Arsenal vor (wie Cliff Bastin), haben aber außer dem Trainer George Allison keine Sprechrolle. Die Doubles der Trojans-Spieler waren Fußballer des FC Brentford. 
Der Film wurde im Denham Film Studio in Denham und in Highbury gedreht.